# Narlıören, Yumurtalık
Narlıören là một xã thuộc huyện Yumurtalık, tỉnh Adana, Thổ Nhĩ Kỳ. Dân số thời điểm năm 2009 là 393 người.